# 佛說如來不思議秘密大乘經
《佛說如來不思議秘密大乘經》（梵文：Tathāgataguhyasūtra，藏文：De-bshin-gśegs-paḥi gsaṅ-ba bsam-gyis-mi-khyab-par bstan-pa），又名《金剛手品經》、《宣說如來祕密經》、《不思議佛法經》、《無量福聚經》，由宋代譯經僧人法護所譯，現收錄於大正藏寶積部第11冊、乾隆藏宋元入藏諸大小乘經65冊第1038部，另於嘉興藏、永樂北藏、永樂南藏、中華藏、高麗藏等藏經中皆有收錄此經。

## 內容概要
當時，釋迦牟尼佛於印度王舍城鷲峯山中，八萬四千諸大菩薩摩訶薩、大比丘眾、諸天人眾、阿修羅眾、阿闍世王和其眷屬等，恭敬圍繞著釋迦牟尼佛陀，聽聞佛陀說法。釋迦牟尼佛告訴與會大眾，祂準備為大眾宣說殊勝佛法。此時，金剛手菩薩出現於釋迦佛陀之右側，向佛陀報告功課，與會中的寂慧菩薩便藉此因緣，向釋迦佛陀請求，希望能讓金剛手菩薩為大眾宣說成就如來的祕密之法，令大眾得以聽聞受用。釋迦佛陀同意後，金剛手菩薩便開始為寂慧菩薩和大眾宣說如來身語心密的不思議法。
該經典中大多為釋迦佛陀、金剛手菩薩、寂慧菩薩、阿闍世王與天人眾的問答，過程中記載了殊勝佛法、佛門修行之法以及釋迦佛陀、金剛手菩薩不可思議的功德覺量。其中釋迦佛陀亦講述金剛手菩薩往昔的種種因緣、發何願力，令祂有此殊勝辯才且善說諸法，並授記金剛手菩薩未來當得佛果，佛號金剛步如來，佛土世界名為普淨。然後金剛手菩薩展顯了佛法威神之力，降伏了眾魔，並展顯聖證量，輕鬆舉起連阿闍世王、帝釋天、目犍連尊者皆提不起的金剛杵以教化眾生，如法修持才能獲得此證量。最後釋迦佛陀、金剛手菩薩分別宣說了佛教殊勝咒語，並叮囑大眾和阿難尊者必須護持並廣為流傳此殊勝佛法。

## 全經構成
《佛說如來不思議秘密大乘經》全經內容共分為二十卷如下：
- 卷第一

菩薩身密品第一之一
- 卷第二

菩薩身密品第一之二
- 卷第三

菩薩語密品第二、菩薩心密品第三之一
- 卷第四

菩薩心密品第三之餘、震吼音聲菩薩來會品第四、持國輪王先行品第五
- 卷第五

持國輪王先行品第五之餘
- 卷第六

菩提道品第六、如來身密不思議品第七之一
- 卷第七

如來身密不思議品第七之餘、如來語密不思議品第八之一
- 卷第八

如來語密不思議品第八之餘
- 卷第九

如來語密不思議品第八之餘、如來心密不思議品第九、稱讚金剛手菩薩大祕密主功德品第十、菩薩苦行超勝以受食緣成熟眾生品第十一
- 卷第十

菩薩詣菩提場品第十二
- 卷第十一

降魔品第十三、轉法輪品第十四之一
- 卷第十二

轉法輪品第十四之二、所緣品第十五之一
- 卷第十三

所緣品第十五之二、金剛手菩薩大祕密主授記品第十六之一
- 卷第十四

金剛手菩薩大祕密主授記品第十六之餘、無二無說品第十七、入曠野大城受食品第十八之一
- 卷第十五

入曠野大城受食品第十八之餘
- 卷第十六

護世品第十九之一
- 卷第十七

護世品第十九之二、去來品第二十
- 卷第十八

勇力菩薩先行品第二十一、阿闍世王問答品第二十二之一
- 卷第十九

阿闍世王問答品第二十二之二、賢王天子品第二十三、總持功德讚說譬喻無盡品第二十四之一
- 卷第二十

總持功德讚說譬喻無盡品第二十四之二

## 外部連結
- 乾隆大藏經 佛說如來不思議秘密大乘經
- 佛說如來不思議秘密大乘經（大正藏第 11 冊 No. 0312）
- 佛說如來不思議祕密大乘經 （页面存档备份，存于）
- 除惡降魔神力廣大的金剛手菩薩